# イプピアーラ

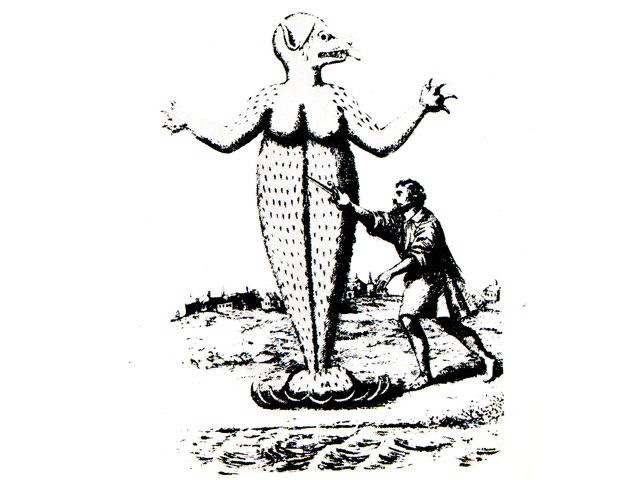
イプピアーラ

イプピアーラ(Ipupiara)は、トゥピ族の神話に登場する水棲のモンスター。一般に信じられているところによると、イプピアーラは人を捕らえて人肉を食べた。

## 概要
1564年、（今の地名でいうと）サンパウロ州サン・ビセンテの世襲カピタニアがイプピアーラを殺したという記録がある。ポルトガルの年代記作家で歴史家のペロ・デ・マガリャエス・ガンダボは、「全長15スパン(約340cm)、体は毛で被われており、鼻の周辺の絹のような毛は大きな口髭のようだった。現地のインディオはそれをHipupiaraと呼んでいた。水に棲む悪魔という意味だ」と記述している。語源はトゥピ語のYpupîara（「水の中に在るもの」）。yは「水」、pupéは「内に」ygûaraは「住人」。